# 鴻ノ巣町
鴻ノ巣町（こうのすちょう）は、愛知県豊田市の地名。

## 地理

### 学区
- 豊田市立山之手小学校（四丁目の一部・五丁目の一部は豊田市立土橋小学校）
- 豊田市立朝日丘中学校（四丁目の一部・五丁目の一部は豊田市立竜神中学校）

### 河川
- 逢妻男川

## 歴史

### 人口の変遷
国勢調査による人口および世帯数の推移。
| 1995年（平成7年）  | 167世帯 178人 |  |
| 2000年（平成12年） | 79世帯 86人   |  |
| 2005年（平成17年） | 26世帯 31人   |  |
| 2010年（平成22年） | 119世帯 123人 |  |
| 2015年（平成27年） | 108世帯 115人 |  |
| 2020年（令和2年）  | 79世帯 86人   |  |

## 交通
- 国道419号
- 愛知県道491号豊田環状線
- 名鉄三河線

## 施設
- 東海理化サービス株式会社（東海理化グループ傘下）
- 株式会社FTS 本社・本社工場・実験センター
- トヨタL&F中部株式会社 豊田営業所（ATグループ傘下）
- 株式会社三五 豊田技術センター
- 新英金属株式会社 豊田工場（新英ホールディングス傘下）
- 中部電力パワーグリッド株式会社 鴻ノ巣変電所（中部電力グループ傘下）
- 幸和工業株式会社 本社・本社工場
- 株式会社アイワット 豊田工場
- 須藤建設工業株式会社 本社
- トヨキン株式会社 本社・本社工場・本社第2工場
- 中央精機株式会社 豊田事業所・豊田モジュール事業所
- 名鉄観光バス株式会社 豊田支店
- セブン-イレブン豊田市鴻ノ巣町店

### WEB
1. ↑  “愛知県豊田市の町丁・字一覧”.   人口統計ラボ. 2024年2月26日閲覧。
2. 1 2  総務省統計局 (2022年2月10日). “令和2年国勢調査の調査結果(e-Stat) - 男女別人口，外国人人口及び世帯数－町丁・字等” (CSV). 2023年8月2日閲覧。
3. ↑  “愛知県豊田市の郵便番号一覧”.   日本郵便. 2024年2月29日閲覧。
4. ↑  “市外局番の一覧” (PDF).   総務省 (2022年3月1日). 2022年3月22日閲覧。
5. ↑  “ナンバープレートについて”.   一般社団法人愛知県自動車会議所. 2024年1月21日閲覧。
6. ↑  総務省統計局 (2014年3月28日). “平成7年国勢調査の調査結果(e-Stat) - 男女別人口及び世帯数 －町丁・字等” (CSV). 2021年7月20日閲覧。
7. ↑  総務省統計局 (2014年5月30日). “平成12年国勢調査の調査結果(e-Stat) - 男女別人口及び世帯数 －町丁・字等” (CSV). 2021年7月20日閲覧。
8. ↑  総務省統計局 (2014年6月27日). “平成17年国勢調査の調査結果(e-Stat) - 男女別人口及び世帯数 －町丁・字等” (CSV). 2021年7月21日閲覧。
9. ↑  総務省統計局 (2012年1月20日). “平成22年国勢調査の調査結果(e-Stat) - 男女別人口及び世帯数 －町丁・字等” (CSV). 2021年7月21日閲覧。
10. ↑  総務省統計局 (2017年1月27日). “平成27年国勢調査の調査結果(e-Stat) - 男女別人口及び世帯数 －町丁・字等” (CSV). 2021年7月21日閲覧。